# Zonnebeke
Zonnebeke je obec v belgické provincii Západní Flandry ve Vlámském regionu.

## Významné osobnosti
- Jan Theuninck, vlámský malíř a básník.